# گرادیشته (کنگاژواتس)
گرادیشته (به صربی: Gradište) یک منطقهٔ مسکونی در صربستان است که در Knjaževac واقع شده‌است. گرادیشته ۳۱ نفر جمعیت دارد.